# Yaladi
Yaladi – gaun wikas samiti w zachodniej części Nepalu w strefie Gandaki w dystrykcie Syangja. Według nepalskiego spisu powszechnego z 2001 roku liczył on 465 gospodarstw domowych i 2313 mieszkańców (1223 kobiet i 1090 mężczyzn).